# 泰纳龙阿环礁

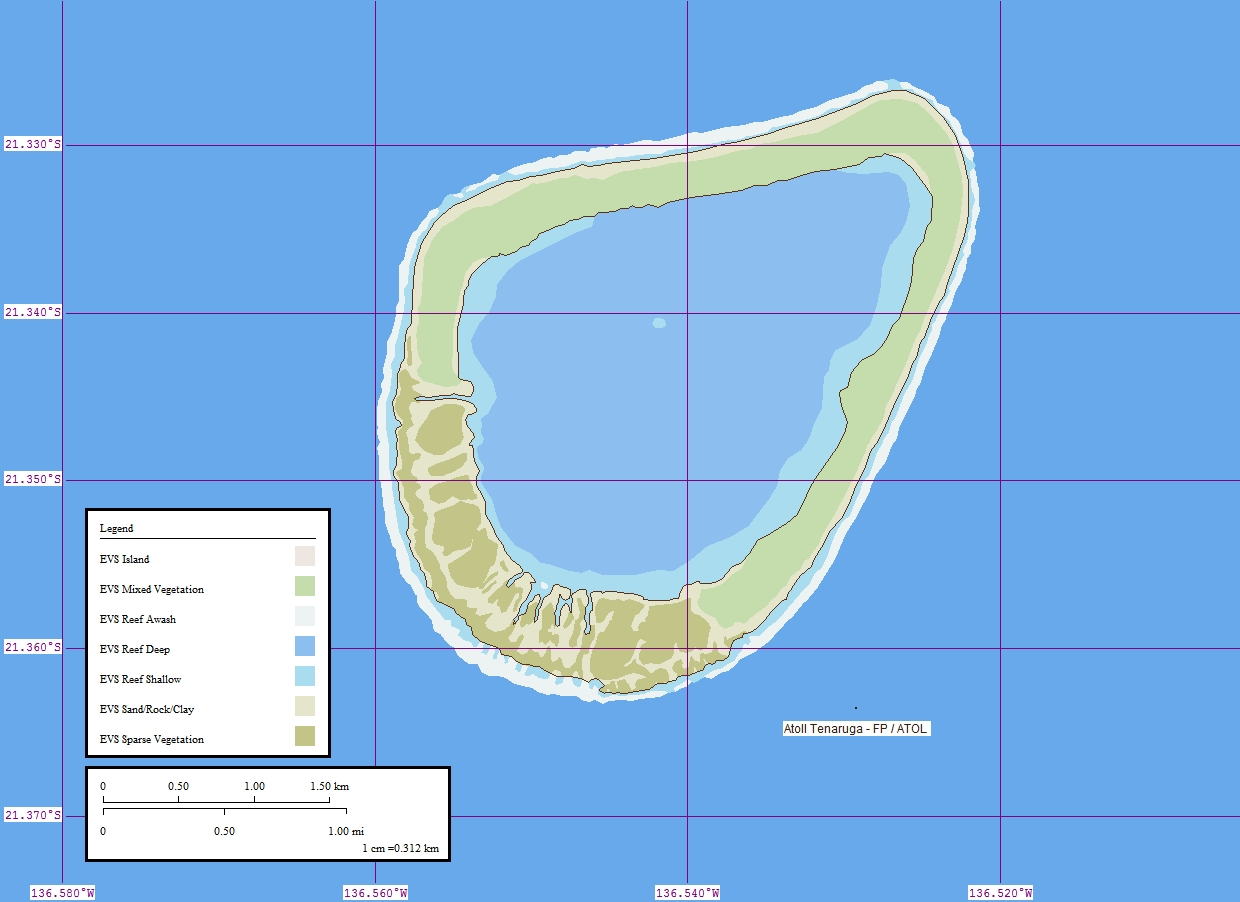

泰納龍阿環礁（Tenarunga，亦作Tenania、Narunga）是南太平洋法屬波利尼西亞的環礁，屬於土阿莫土群島和阿克蒂恩环礁群，位於馬圖雷伊瓦沃環礁西北15公里，由甘比尔市镇管辖，土地面積2.3平方公里，潟湖面積5平方公里，島上無人居住。
21°19′S 136°32′W / 21.317°S 136.533°W

## 外部連結
- Atoll list (in French)